# Lucrezia Barberini
Lucrezia Barberini (ur. 3 listopada 1628, zm. 24 sierpnia 1699) – włoska szlachcianka, księżna Modeny i Reggio od 1654.
Była córką Taddea Barberiniego, księcia Palestriny i bratanka papieża Urbana VIII (pontyfikat 1623-1644), oraz jego żony Anny Colonny, księżnej Paliano. Wychowywana była w klasztorze przez ciotki karmelitanki. W trakcie konklawe 1644 donna Olimpia Maidalchini oferowała jej wujom kardynałom (Antonio i Francesco) ślub swego syna Camillo Pamphili z Lukrecją w zamian za ich poparcie dla kandydatury jej szwagra, kardynała Gianbattisty Pamphili. Choć kardynał Pamphili faktycznie został papieżem (jako Innocenty X) dzięki poparciu Barberinich, do ślubu Lukrecji nie doszło z uwagi na odmowę ze strony Camillo, a wkrótce potem nowy papież wszczął śledztwo przeciwko rodzinie Barberinich o nadużycia finansowe z okresu pontyfikatu Urbana VIII. Lukrecja wraz z ojcem Taddeo wyjechała wówczas do Francji. Tam 24 listopada 1647 jej ojciec zmarł w wieku 44 lat.
W 1648 Innocenty X ogłosił amnestię dla Barberinich, jednak do pełnego pojednania między nimi doszło dopiero w 1653. Wówczas kardynał Antonio Barberini, który zajął się dziećmi Taddeo po jego śmierci, powrócił wraz z nimi do Rzymu. Bracia Lukrecji otrzymali najwyższe zaszczyty - Carlo został kardynałem, a Maffeo odzyskał tytuł księcia Palestriny i ożenił się z wnuczką donny Olimpii. Krótko potem również Lukrecja została wydana za mąż. 25 lutego 1654 w sanktuarium w Loreto wzięła ślub z owdowiałym, 44-letnim księciem Modeny Franciszkiem d'Este. Małżeństwo to trwało jednak krótko, gdyż cztery lata później książę zmarł. Ze związku tego narodziło się jedno dziecko – przyszły książę Modeny Rinaldo d'Este (1655-1737).
Po śmierci męża Lukrecja do końca życia była tytułowana jako księżna-wdowa Modeny. Dożyła chwili, gdy w 1695 jej jedyny syn Rinaldo, po uprzedniej rezygnacji z kapelusza kardynalskiego, objął tron księstwa. Zmarła w wieku 70 lat.